# Рупгандж (подокруг)
Рупгандж (бенг. রূপগঞ্জ, англ. Rupganj) — подокруг в центральной части Бангладеш в составе округа Нараянгандж. Административный центр — город Рупгандж. Площадь подокруга — 247,97 км². По данным переписи 1991 года численность населения подокруга составляла 375 935 человек. Плотность населения равнялась 1516 чел. на 1 км². Уровень грамотности населения составлял 25,23 %. Религиозный состав: мусульмане — 87,3 %, индуисты — 8,79 %, христиане — 3,64 %, прочие — 0,27 %.